# Male (Nkondjok)
Pour les articles homonymes, voir Male.
Male (ou Malle) est une localité de l'arrondissement  Nkondjock, situé dans du département du Nkam, région du Littoral au Cameroun. Il se trouve au centre  de Nkondjock, sur la route qui lie Nkondjock à Bafang.

## Population et environnement
En 1966, le village de Malle II avait 85 habitants. La population est essentiellement composée des Mbang. La population de Male I était de 724 habitants dont 381 hommes et 343 femmes, lors du recensement de 2005.